# Kakaki

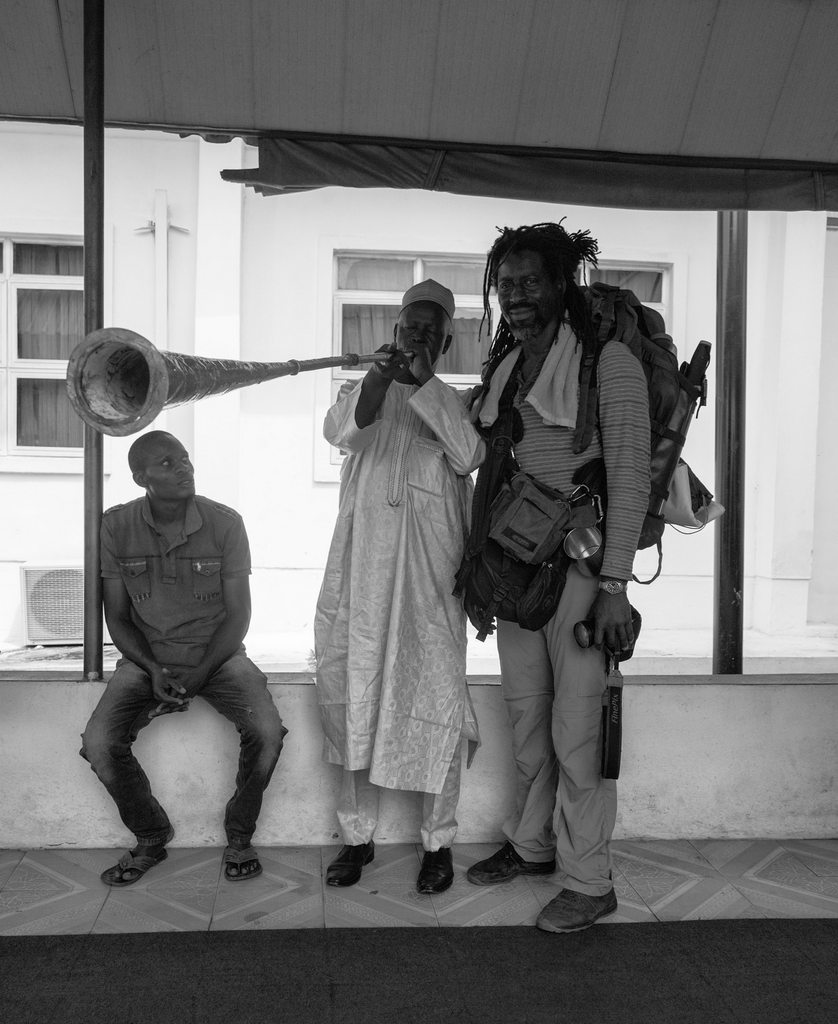
Tocador de kakaki no palácio do oni de Ifé, no estado de Oxum, na Nigéria ocidental

Kakaki são trompetes de metal de três a quatro metros de comprimento utilizados na tradicional música cerimonial hauçá. Kakaki é o nome utilizado em Chade, Burkina Faso, Níger e Nigéria. Os instrumentos são também conhecidos como waza no Chade e Sudão, malakat na Etiópia. Este instrumento só é tocado durante grandes eventos, no palácio do rei ou sultão na sociedade hauçá. Kakaki são tocados exclusivamente por homens.